# Архитектура и строительство Москвы
Архитектура и строительство Москвы — ежемесячный научно-практический и культурно-просветительский журнал. Включён в список научных журналов ВАК.

## История
Журнал «Архитектура и строительство Москвы» был создан в 1952 году для освещения вопросов градостроительной политики, описания архитектуры и городской среды, проблем жилищного строительства, различных реставрационных и дизайнерских проектов в отечественном и зарубежном строительстве как орган Мосгорисполкома. Объём выпусков: 1953 — 5000 экз.; 1956 — 6600 экз.
Первоначальное название сменилось в 1960 году на «Строительство и архитектура Москвы» в результате слияния с журналом «На стройках Москвы». Объём тиражей менялся: 1965 — 4700 экз.; 1967 — 8600 экз.; 1968 — 5000 экз.; 1974 — ок. 6000 экз.
С конца 1971 по 1981 год на обложке журнала изображалась схема автомобильных дорог из Генерального плана развития Москвы 1971 года.
В 1987 году журналу было возвращено прежнее название — «Архитектура и строительство Москвы».
В 1991—1994 годах журнал не издавался. Возобновлён в 1995 году (учредители: «Комплекс перспективного развития города Правительства Москвы» и редакция «Московского журнала»). Выходит раз в два месяца.
Тематика публикаций журнала связана со строительством в Москве, планированием её территории, архитектурой зданий, ландшафтной архитектурой, интерьерами, современными строительными материалами, оборудованием и технологиями, экономикой градостроительства, экологической архитектурой, реставрацией. Журнал печатает биографии известных строителей, конструкторов инженерных сооружений.
Журнал имеет рубрики:
- Строительство. Архитектура
- Архитектура
- Строительство в особых условиях
- Районная планировка. Градостроительство
- Благоустройство населенных мест. Зелёное строительство